# Via de 3 carbonis

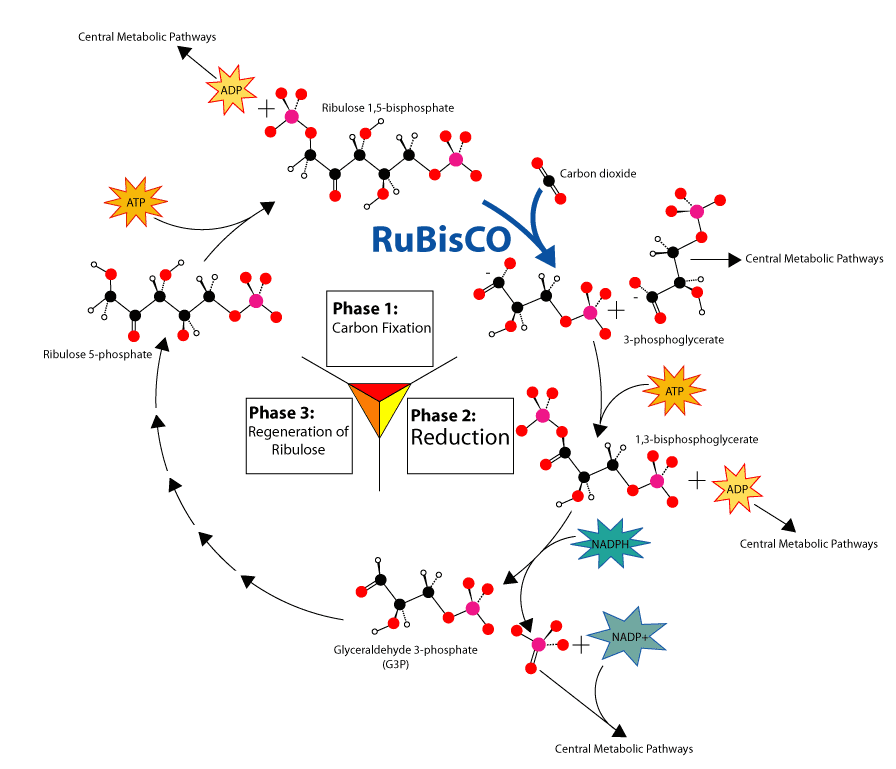
Cicle de Calvin

La via de 3 carbonis, també anomenada C3, és una de les tres vies metabòliques per a la fixació del carboni en la fotosíntesi a la majoria de les plantes. Les altres dues vies són la C4 i el MAC (metabolisme àcid de les crassulàcies, també anomenat CAM per les seves sigles en anglès).
Aquest procés converteix el diòxid de carboni i la ribulosa difosfat en fosfoglicerat a través de la següent reacció:
 CO₂ + RuBP → 2 3-fosfoglicerat
Aquesta reacció va ser descoberta per primera vegada per Melvin Calvin, Andrew Benson i James Bassham el 1950. Aquesta reacció ocorre en totes les plantes com el primer pas de l'anomenat Cicle de Calvin-Benson.
Les plantes que segueixen la via de 4 carbonis (C4) obtenen el diòxid de carboni del malat i no pas de l'aire. Per això es diu que les plantes C3 són més eficaces que les C4 per capturar el CO₂ atmosfèric.

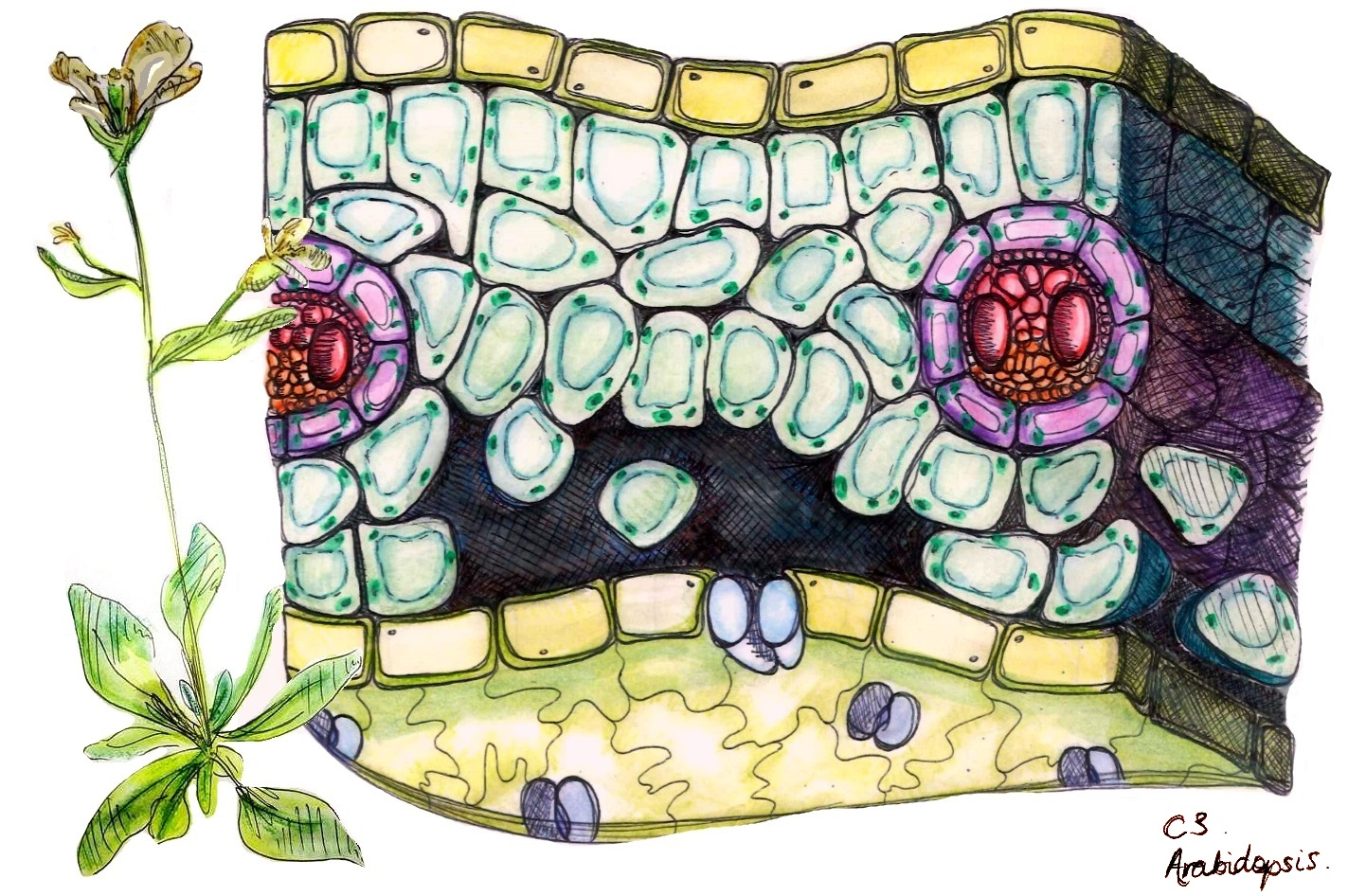
Secció de fulla de la planta C3 Arabidopsis thaliana. Es mostren els paquets vasculars. Dibuix basat en imatges microscòpiques cortesia del Departament de Ciències Vegetals de la Universitat de Cambridge.

## Ecologia de les plantes C3
Les plantes que fan servir la via C3 (plantes C3) tendeixen a viure en zones on la intensitat solar és moderada, com també les temperatures, la concentració de diòxid de carboni es troben al voltant de 200 parts per milió o per sobre, i hi ha prou aigua en el sòl.
Les plantes C3 es van originar durant el Mesozoic i el Paleozoic abans que les plantes C4 i encara representen el 95% de la biomassa de la Terra. Les plantes C3 perden el 97% de l'aigua que absorbeixen per transpiració vegetal.